# Касаткин, Валентин Николаевич
Валенти́н Никола́евич Каса́ткин (23 февраля 1926 или 1926, Свердловск — 27 июля 1998, Симферополь) — советский педагог, математик. Занимался внедрением в советское образование основ кибернетики. Заслуженный работник образования Украины (1993). Президент Малой академии наук Крыма. Член-корреспондент Крымской академии наук.

## Биография
Родился 23 февраля 1926 года в Свердловске. После окончания Великой Отечественной войны вместе с матерью переехал в Ялту.
Учился в Одесском институте инженеров морского флота (1945—1947). Окончил Крымский педагогический институт (1962). Работал учителем в Ялте в школе № 6, где организовал первый на полуострове школьный кружок кибернетики. Кроме того, являлся комментатором на Ялтинском радио и репортёром газеты «Ялтинская правда». С 1963 года — преподаватель Крымского педагогического института. Тогда же стал основателем Малой академии наук «Искатель». С 1973 по 1988 год руководил Малой академией наук школьников Крыма.
С 1972 года — доцент кафедры прикладной математики, а с 1976 года — доцент кафедры геометрии и заведующий лабораторией программированного обучения. В 1993 году стал деканом факультета довузовской подготовки.
В 1974 году стал кандидатом педагогических наук, защитив диссертацию по теме «Элементы математического аппарата в школьном курсе кибернетики». Занимался разработкой и внедрением в учебный процесс основ кибернетики и программирования. Автор первого в СССР учебника по электронно-вычислительным машинам. Разработал комплект карт по математической логике. Написал ряд учебников по изучению кибернетики.
С 1994 года почётный профессор Симферопольского государственного университета.
Скончался 27 июля 1998 в Симферополе. В 2019 году дочь Касаткина передала крымской библиотеке имени И. Я. Франко его личную библиотеку.

## Награды и звания
- Заслуженный работник образования Украины (1993)[7]
- Лауреат Государственной премии Автономной Республики Крым (1995)[7]
- Лауреат Фонда Глушкова (1996)[7]
- Заслуженный Соросовский учитель (1996)[9]

## Память
- Мемориальная доска на здании МАН по ул. Гоголя, 26[10]. Надпись: «Здесь в 1964—1998 гг. работал известный педагог, основоположник школьной кибернетики, заслуженный работник народного образования Украины, президент Малой академии наук школьников Крыма „Искатель“, профессор Касаткин Валентин Николаевич».

## Публикации
- Касаткин В. Н.. Азбука кибернетики. — М.: Молодая гвардия, 1968. — 160 с.
- Верлань А. Ф. , Касаткин В. Н..Секреты кибернетики. — К.: Радянська школа, 1971. — 190 с.
- Касаткин В. Н. Машина Поста. — К.: Радянська школа, 1974. — 32 с.
- Касаткин В. Н. Семь задач по кибернетике. — К.: Вища школа, 1975. — 112 с.
- Касаткин В. Н. Крок за кроком до ЕОМ. — К.: Веселка, 1976. — 120 с.
- Введение в кибернетику. — К.: Радянська школа, 1976. − 192 с.
- Касаткин В. Н. Логическое программирование в занимательных задачах. — К.: Техника, 1980. — 79 с.
- Верлань А. Ф., Касаткин В. Н. Основы информатики и вычислительной техники. Пробное учебное пособие для 9-10 классов средней школы. В двух частях. — К.: Радянська школа, 1985, 1986. — 160 с.
- Касаткин В. Н. Необычные задачи математики. — К.: Радянська школа, 1987. — 164 с.
- Касаткин В. Н., Владыкина Л. И. Алгоритмы и игры. — К.: Радянська школа, 1992. — 100 с.
- Касаткин В. Н. Новое о системах счисления. — К.: Вища школа, 1988. — 112 с.
- А. Ф. Верлань, В. Н. Касаткин Основы информатики и вычислительной техники. — К.: Радянська школа, 1989. — 192 с.
- Через задачи к программированию. — К.: Радянська школа, 1989. — 136 с.
- Касаткин В. Н. Построение изображений на экране ЭВМ. — К.: Техника, 1990. — 190 с.
- Касаткин В. Н. Информация. Алгоритмы. ЭВМ. Пособие для учителя. — М.: Просвещение, 1991. — 192 с.